# Kokyū-Hō
Kokyū-Hō (japanisch 呼吸法) sind Übungen in den japanischen Kampfkünsten, welche die Atemkraft (Kokyū) fördern sollen.
In der Schulung von Aikidō werden entsprechende Übungen häufig ausgeführt, da sie speziell das Ki stärken. Ziel der Übungen ist, den Partner ohne physische Kraftaufwendung aus dem Gleichgewicht zu bringen. Dabei erlernt der Übende den Schwerpunkt des Partners ohne eigene muskuläre Spannung exakt zu erfühlen und diesen durch die Verschiebung von dessen Schwerpunkt aus dem Gleichgewicht zu bringen. 
Übungspositionen hierzu sind:
- im Stehen, es stehen sich beide Partner gegenüber und beide Handgelenke des Übenden werden parallel ergriffen - Morote-Dori (諸手取り), auch Ryote-Dori (両手取り), Kokyū-Hō Tachi-waza
- im Knien, es werden ebenfalls beide Handgelenke des Übenden ergriffen - Morote-Dori (諸手取り), auch Ryote-Dori (両手取り), Kokyū-Hō Suwari-waza

## Ursprung der Bezeichnung
Kokyū-Hō besteht aus zwei Silben: Kokyū bezeichnet Energieentfaltung mittels Atemkraft; Hō bedeutet Übung, Aufgabenstellung. Genauer bezeichnet ist Kokyū der Atem, Kokyū dōsa (呼吸動作) heißt Atemkraftbewegung aus dem Seiza, und Kokyū-Hō ist eine Übung zur Entwicklung der Atemkraft. Kokyū-Hō bedeutet demnach eine Übung zur Entwicklung der optimalen Krafteinwirkung mittels der Atemkraft.

## Grundsatz der Krafteinwirkung
Aikidō geht davon aus, dass Kokyū (呼吸), die Atemkraft, der Muskelkraft des körperlich Stärkeren überlegen sei. Dabei ist mit Atemkraft nicht die Lungenleistung gemeint, sondern die Körperspannung (Tonus), welche in direkter Weise mit Hilfe der Atemkraft reguliert werden kann. Erstrebenswert ist ein mittleres Spannungsverhältnis (Eutonus) zwischen hohem Tonus (Härte), welcher zur Lenkung der Bewegung beim Partner erforderlich ist, und geringem Tonus (Weichheit), welcher zur Wahrnehmung der Angriffsdynamik und zum strategischen Nachgeben verwandt wird.
Zentrales Element der technischen Anwendungen im Aikido ist eine Verlagerung des Gleichgewichts des Angreifers (jap. im Aikido: Uke). Dies soll so erfolgen, dass dieser die Beeinflussung nicht wahrnimmt, da er sonst Gegenmaßnahmen ergreifen würde (geringer Tonus, Weichheit), oder er bei Bemerken der Maßnahmen selbst nichts mehr dagegen unternehmen kann (hoher Tonus, Härte). Zur idealen Umsetzung ist seitens des Aikidōka eine ausgezeichnete taktile Wahrnehmung von ausschlaggebende Bedeutung. Die Wahrnehmung von Uke bezüglich seiner Beeinflussung erfolgt dabei auf sehr subtiler Ebene: Reflexartig wird bereits geringfügiger Druck vom Aikidōka seitens Uke mit Gegendruck beantwortet. Bei Druck, insbesondere mit Projektion in Richtung des Gesichts (Wahrnehmung als potentielle Bedrohung), erfolgt die Gegenreaktion mit Gegendruck. Dieser Gegendruck kann in der Applikation von Aikidō-Techniken sehr zweckdienlich zur Lenkung der Bewegungen von Uke eingesetzt werden.

## Ablauf der Übung
Kokyū-Hō beginnt bei Ausführung in sitzender Position, indem beide Partner sich auf den Fersen gegenübersitzen (Seiza). Uke in der Rolle des Angreifers fasst beide Handgelenke seines Gegenübers. Der Aikidōka bzw. verteidigende Partner (jap. Tori oder Nage) entwickelt in der Folge Druck mit Projektionsrichtung gegen die Schultern von Uke. Dieser Druck soll in entspannter Haltung aus der Bauchgegend heraus aufgebaut werden. Dies geschieht optimal, indem das Eigengewicht an den Partner entspannt angelehnt wird. Das entspannte Anlehnen sorgt für eine muskuläre Streckung der beteiligten Körperpartien. Diese Entspannungshaltung wird in der Übung beibehalten, da muskuläre Krafteinwirkung mittels Kontraktion zu unerwünschter Körperspannung führen würde, was die Wahrnehmung und die optimale Umsetzung unmöglich machte.
Mit Umfassen beider Handgelenke wird Druck aus dem eigenen Schwerpunkt heraus in Richtung der Schultern von Uke ausgeübt. Die symmetrische Krafteinwirkung mit Projektion zu den Schultern provoziert Uke zum erwünschten Gegendruck, jedoch ohne nennenswerte Muskelkraft. Der symmetrische Gegendruck von Uke kann von Tori (Nage) manipuliert werden, indem dieser auf einer beliebigen Seite den Druck geringfügig reduziert, aber nicht in eine Zugkraft umwandelt, da diese bei Uke reflexartig zu Gegenzug führte; der Druck soll aufrechterhalten bleiben. Ziel dieser Kraftlenkung ist, Ukes Schwerpunkt aus dem Gleichgewicht zu bringen. Durch die geringfügige Reduktion des Druckes nimmt Uke keine Veränderung wahr. Er behält den Druck beidseitig aufrecht. In der Realität hat sich die Kraftverlagerung aber bereits eingestellt, was Uke zum seitlichen Umkippen bringt.
Im Ablauf der Folgebewegung drehen sich nun beide in der Fallrichtung von Uke zur Seite. Uke kommt nach dem seitlichen Umkippen rücklings zu liegen. Tori dreht sich synchron mit und behält den gelinden Druck auch in der Folge aufrecht, was Uke ebenfalls zur Aufrechterhaltung seines Gegendrucks, selbst in liegender Position, verleitet. 
Dieser Übungsablauf wird fließend wiederholt. In der Bewegung zum Aufsitzen von Uke wird der Druck bereits wieder aufgebaut und kann noch während des Aufrichtens von Uke zur wiederholten Gleichgewichtsmanipulation genutzt werden.

## Bedeutung von Kokyū-Hō im technischen Konzept von Aikidō
Kokyū-Hō wird in der Schulung von Aikidō ein hoher Stellenwert beigemessen. Zur Entwicklung der Atemkraft in der technischen Applikation ist es unerlässlich, auch die taktile Wahrnehmung und die für Uke nahezu unwahrnehmbare Manipulation seines Gleichgewichts zu entwickeln.

Die optimale Ausführung von Techniken im Aikidō bedingt eine Harmonisierung mit der Angriffsbewegung, eine korrekte zeitliche Abfolge, eine stabile und zentrierte Körperhaltung und speziell eine ausgewogene Körperspannung (Tonus). Mit der Übung des Kokyū-Hō werden exakt diese Elemente gesondert trainiert. Überwiegt beispielsweise der Krafteinsatz beim Übenden, stimmt auch dessen Körpertonuns nicht und die Übung scheitert. Wird bei der Initialbewegung die zeitliche Abfolge verpasst, stimmt die Haltung nicht und die Übung misslingt ebenfalls. Zentralstes Element dabei ist allerdings die Atmung: Das Ausatmen soll ab Beginn der Übung und der Kontaktaufnahme mit dem Übungspartner kontinuierlich entspannt erfolgen. Durch eine korrekte Ausatmung gerät der Körper selbstständig in die optimalen Spannungsverhältnisse und die Übung gelingt.

Kokyū-Hō wird meist am Schluss einer Aikidō-Lektion geübt. Der Grund liegt darin, dass während der Lektion aus didaktischen Gründen oftmals nur die oben genannten Teilelemente – Harmonisierung, zeitliche Abfolge, Körperhaltung und Tonus – fokussiert geübt werden, während dessen Kokyū-Hō die gesamte Lektion am Schluss summarisch abschließt.

## Referenzen und Belege
- A. Westbrook und O. Ratti: Aikido und die dynamische Sphäre, Kristkeitz Verlag, ISBN 3-921508-74-6, Seite 89-ff
- Koretoshi Maruyama und Koichi Tohei:, Aikido mit Ki, Kristkeitz, ISBN 3-921508-25-8, Seite 64-ff
- Bodo Rödel: Aikido Grundlagen, Meyer & Meyer, ISBN 978-3-89899-404-0, Seite 213-ff
- Adrian Trevisan: Das grosse Lehr- und Übungsbuch, Scherz, ISBN 3-502-67597-X, Seite 38-ff
- André Kraus und Winfried Wagner: Aikido. Die elegante Selbstverteidigung, Sport-Verlag Berlin, ISBN 3-328-00538-2, Seite 30-f.